# Липовка (Кизнерский район)
Липовка — упразднённая в 2016 году деревня в Кизнерском районе Удмуртской республики Российской Федерации. На момент упразднения входила в состав Липовского сельсовета.

## География
Урочище находится в юго-западной части республики, в зоне хвойно-широколиственных лесов, на правом берегу реки Люги, на расстоянии примерно 4 километров (по прямой) к северо-северо-востоку от посёлка Кизнер, административного центра района.

### Климат
Климат характеризуется как умеренно континентальный. Среднегодовая температура воздуха — 2,5 °С. Средняя температура воздуха самого тёплого месяца (июля) — 18,7 °C; самого холодного (января) — −14,2 °C. Среднегодовое количество атмосферных осадков составляет 400—450 мм, из которых до 300 мм выпадает в тёплый период.

## История
В ноябре 2016 года были упразднены деревни Липовка и Синярка Липовского сельсовета, а также починок Советский Саркузского сельсовета.

## Население
| 2010 | 2012 | 2015 |
| ---- | ---- | ---- |
| 0    | →0   | →0   |

### Национальный состав
Согласно результатам переписи 2002 года, в национальной структуре населения русские составляли 75 % из 4 чел.